# Chicco di caffè

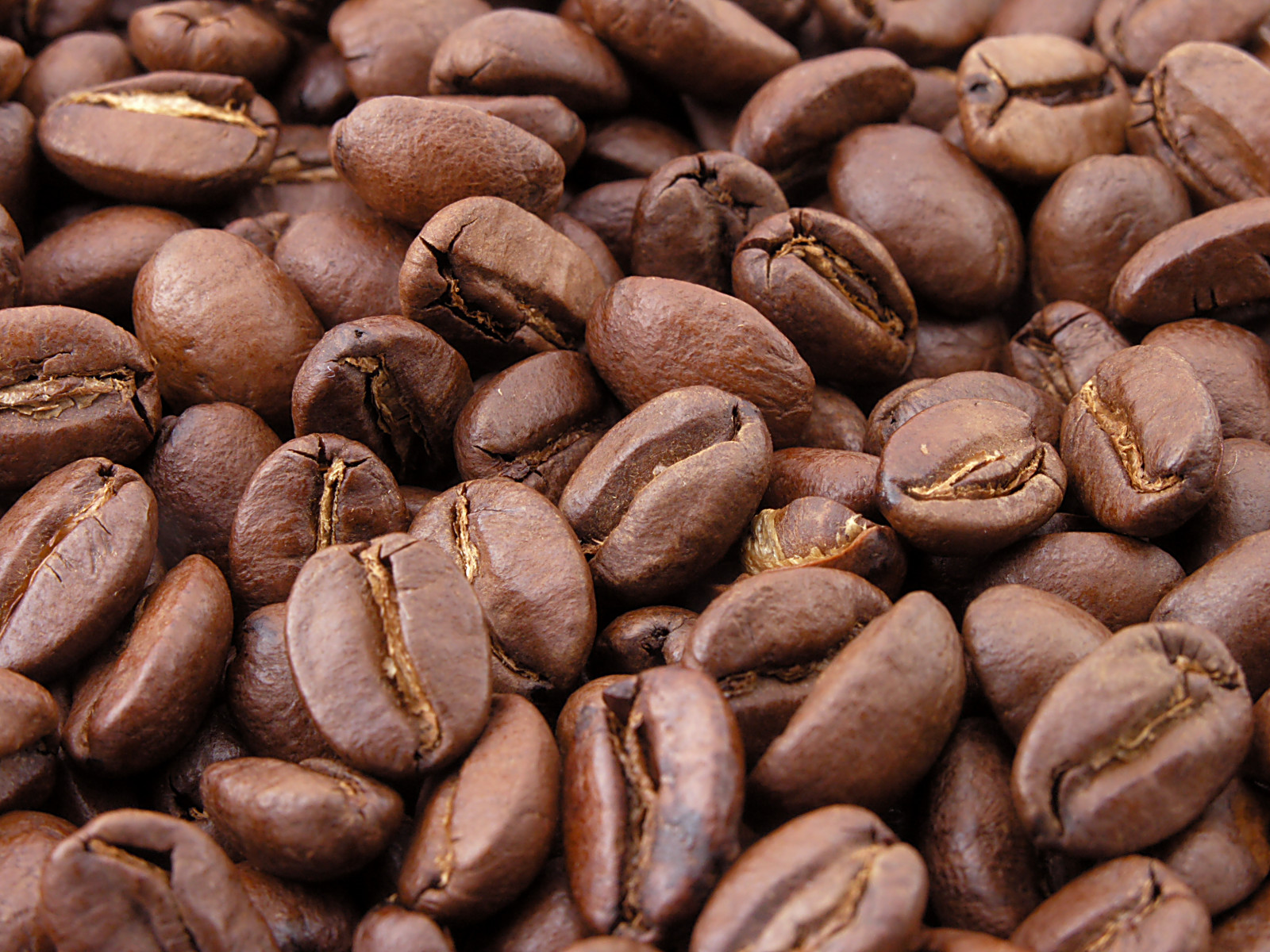
Chicchi di caffè di una delle normali varietà, separati e tostati

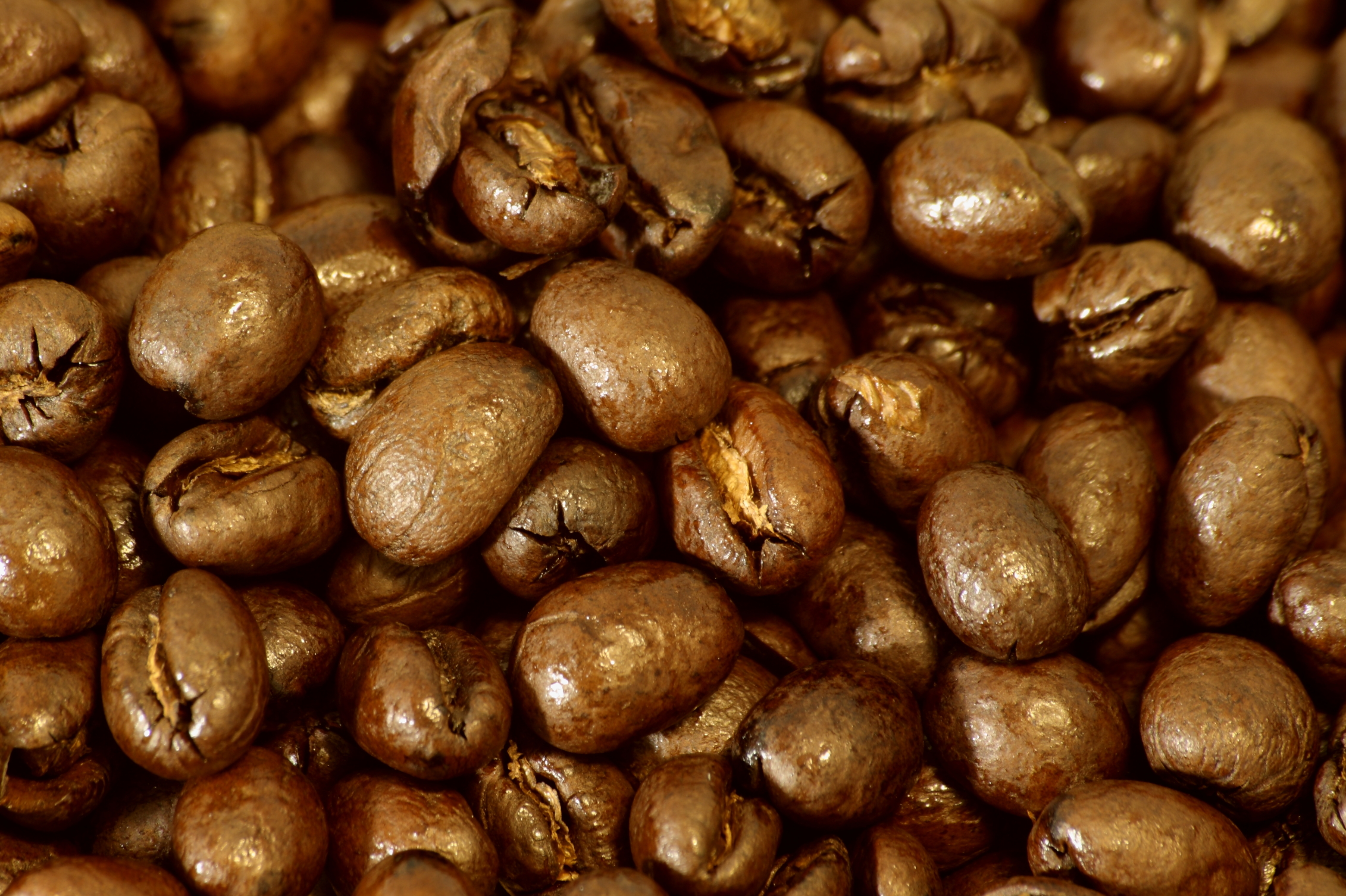
Chicchi tostati di caffè caracolito

Il chicco di caffè è il seme contenuto nelle bacche delle piante del genere Coffea. Opportunamente macinato e tostato, è utilizzato per la preparazione del caffè. Normalmente ognuna di queste bacche contiene due chicchi affiancati; in alcuni casi ne contiene uno solo di forma rotondeggiante, con il quale si prepara un caffè particolarmente pregiato chiamato caracolito.

## Descrizione
Mentre si trova un solo chicco nella bacca del caffè caracolito, i due chicchi delle altre varietà si presentano uniti nella stessa bacca e sono quindi piuttosto piatti sul lato dove sono affiancati. Ogni chicco è protetto da due membrane, il pergamino e la pellicola argentea. Le bacche sono i frutti della pianta e sono composte da un esocarpo (la buccia) e da un endocarpo (la polpa). In origine sono verdi, giunte alla maturazione hanno le dimensioni di una ciliegia e presentano un colore che può variare tra un rosso lucente e un giallo vivo.

## Nascita e maturazione dei chicchi
Dopo la fioritura della pianta, i chicchi crescono con i frutti rapidamente in un periodo di 15 settimane, dopo le quali la crescita del tegumento si arresta. Nelle prime 12 settimane dopo la fioritura, l'endosperma che costituisce il chicco rimane piccolo e successivamente sopprime e rimpiazza il tegumento, i cui resti formano la pellicola argentea. A questo punto i chicchi sono bianchi e umidi, nelle 10-11 settimane dopo tendono a seccarsi e ad attrarre più del 70% della fotosintesi prodotta dalla pianta. In questo periodo si espande la polpa dolce che li avvolge e i chicchi raggiungono la loro dimensione massima. Nelle 5 settimane successive la bacca assume la colorazione rossa ed è pronta per essere raccolta.

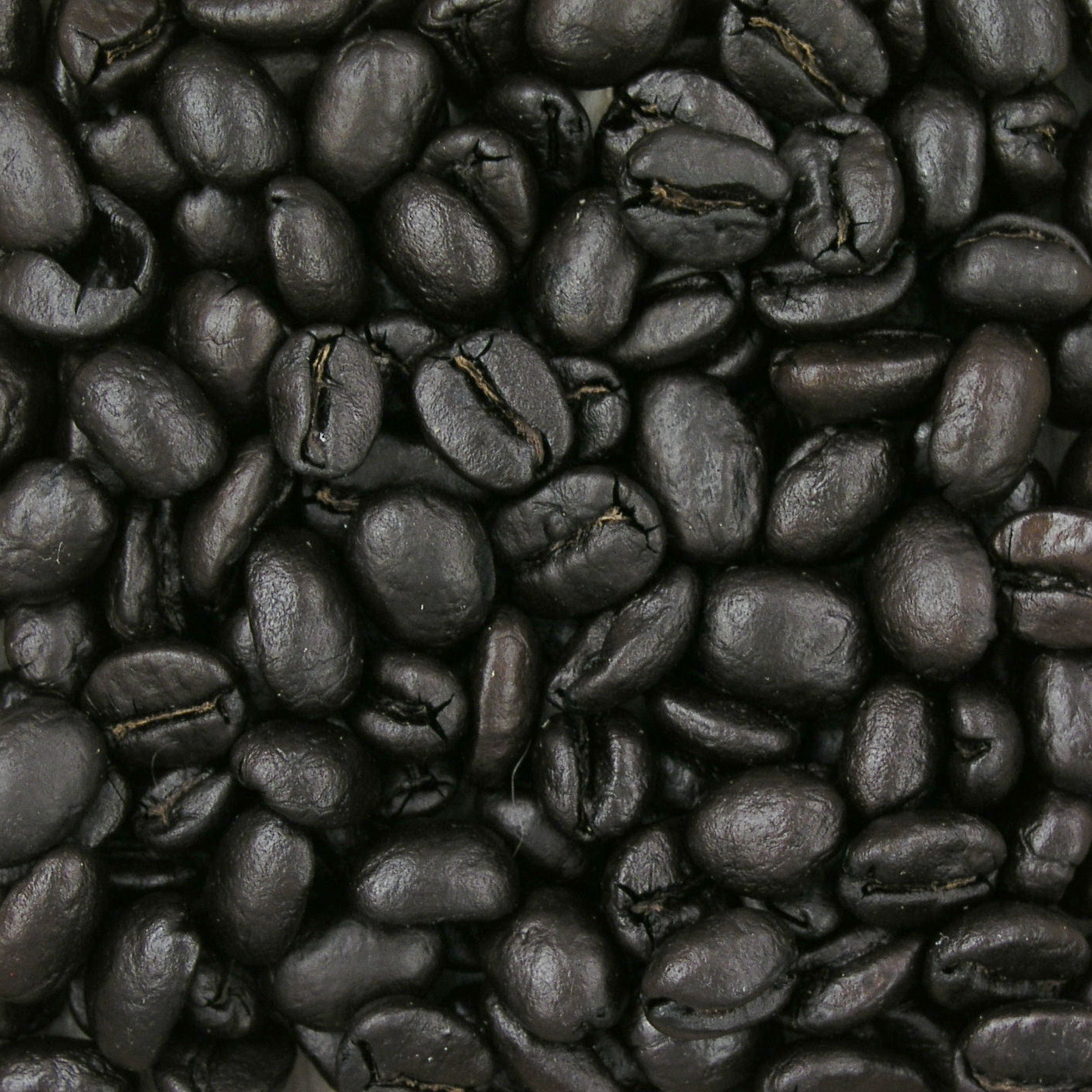
Arabica brasiliana tostata in Italia ad alta temperatura

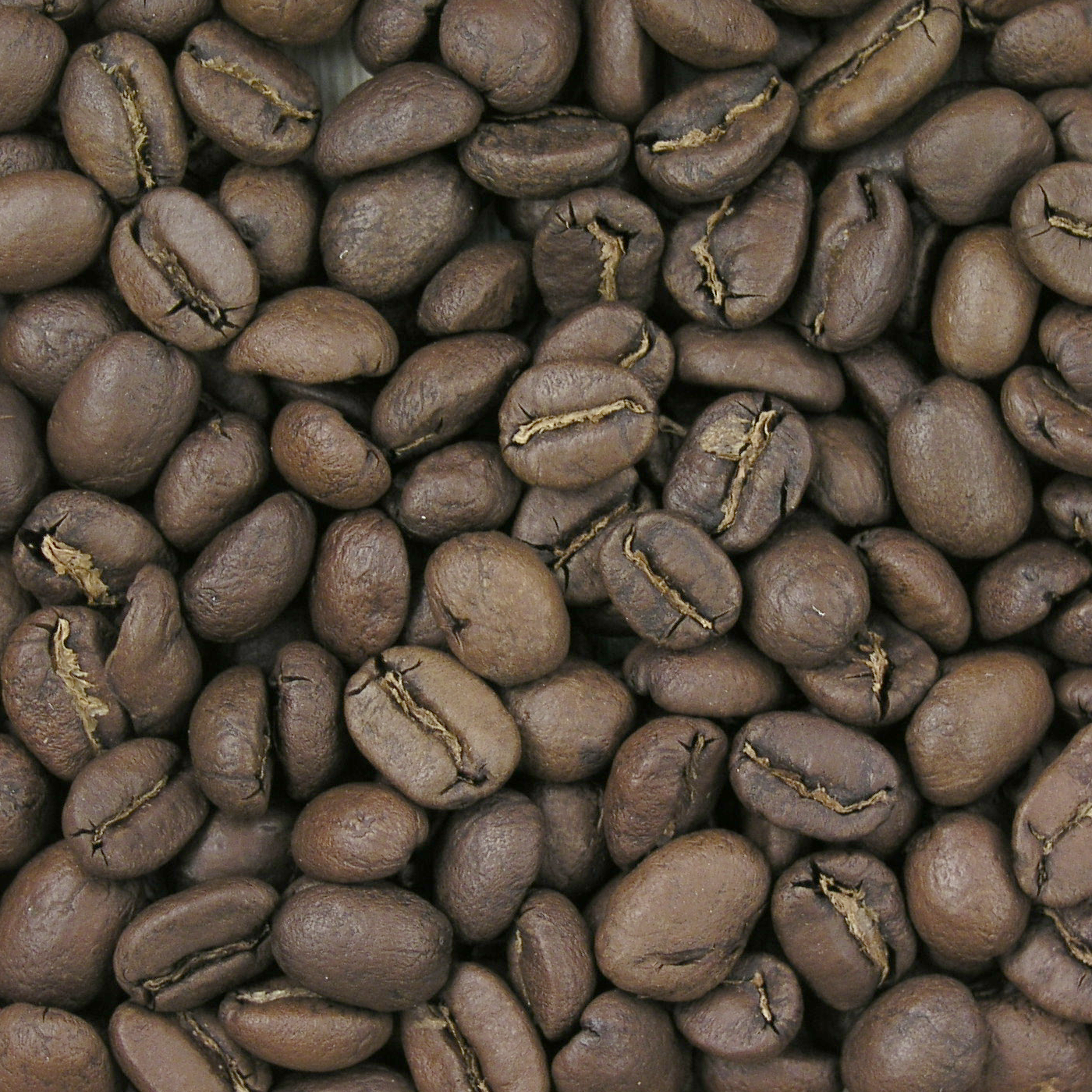
Arabica brasiliana tostata negli Stati Uniti a temperatura medio bassa

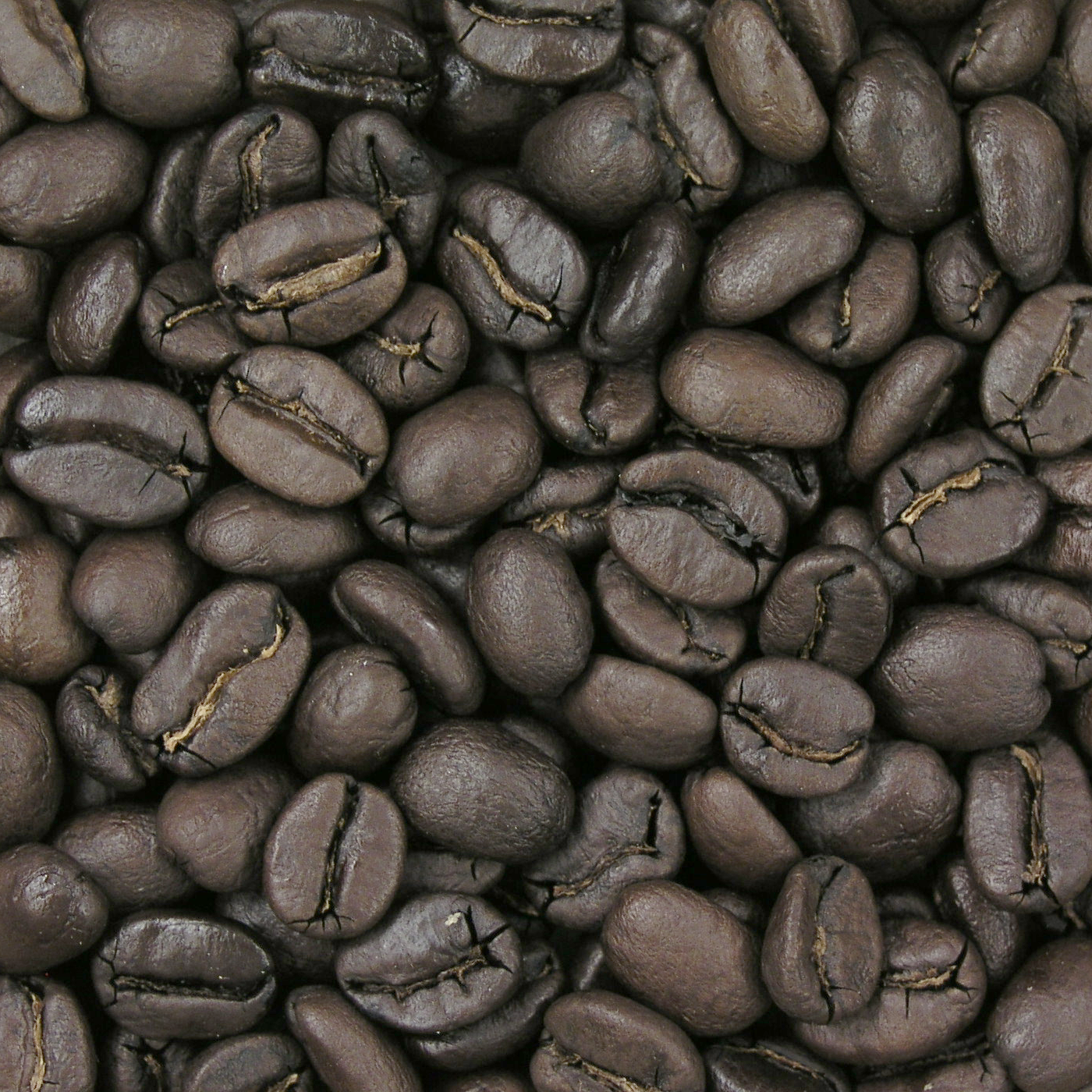
Arabica brasiliana tostata a temperatura media

## Lavorazione
I frutti raccolti vanno selezionati, scartando quelli rimasti acerbi, quelli troppo maturi e le impurità. La polpa dei frutti selezionati è morbida e viene rimossa da appositi macchinari; i chicchi sono quindi esaminati e separati a seconda della qualità, vengono quindi messi a macerare in acqua con opportuni accorgimenti per 16-36 ore, a seconda della qualità, della temperatura dell'acqua e dell'umidità. In questa fase viene rimossa la mucillagine rimasta sui chicchi, che vengono poi lasciati a seccare all'aperto fino ad avere l'11-12% di umidità. Sono necessari 6-7 giorni per i chicchi lavati, 8-9 giorni per i semi-lavati, e 12-14 giorni per quelli messi a seccare senza lavaggio precedente.
La fase successiva è la torrefazione, durante la quale il calore provoca nel chicco una progressiva trasformazione. Il calore viene aumentato progressivamente in tempi e modi studiati opportunamente. Temperature, tempi e modi di torrefazione variano a seconda della varietà e della richiesta dei mercati a cui il caffè è destinato. I chicchi assumono di conseguenza diverse colorazioni e aromi di diversa intensità. Ad esempio nella torrefazione in Italia il chicco a 50 °C ha un primo mutamento, tra i 60 e i 70 rilascia vapore acqueo e inizia a disidratarsi, a 100 °C assume un colore dorato e inizia a sprigionare l'aroma. Tra i 150 e i 180 gradi aumenta di volume e diventa di colore marrone lucente, il processo si interrompe tra i 200 e i 230 gradi quando la torrefazione raggiunge il livello ideale. A questo punto i chicchi vengono fatti raffreddare rapidamente con flussi di aria fredda.
La fase che segue è la macinazione, durante la quale vengono adottati accorgimenti per eliminare l'anidride carbonica formatasi nel chicco durante la torrefazione. Ai caffè messi in commercio con chicchi non macinati si applica nella confezione una valvola che permette la fuoriuscita dell'anidrida carbonica senza che entri aria, preservando così le proprietà del confezionamento sottovuoto. Per i chicchi macinati, ogni azienda produttrice sceglie la miscela di diverse varietà che ritiene necessaria per ottenere il caffè desiderato.

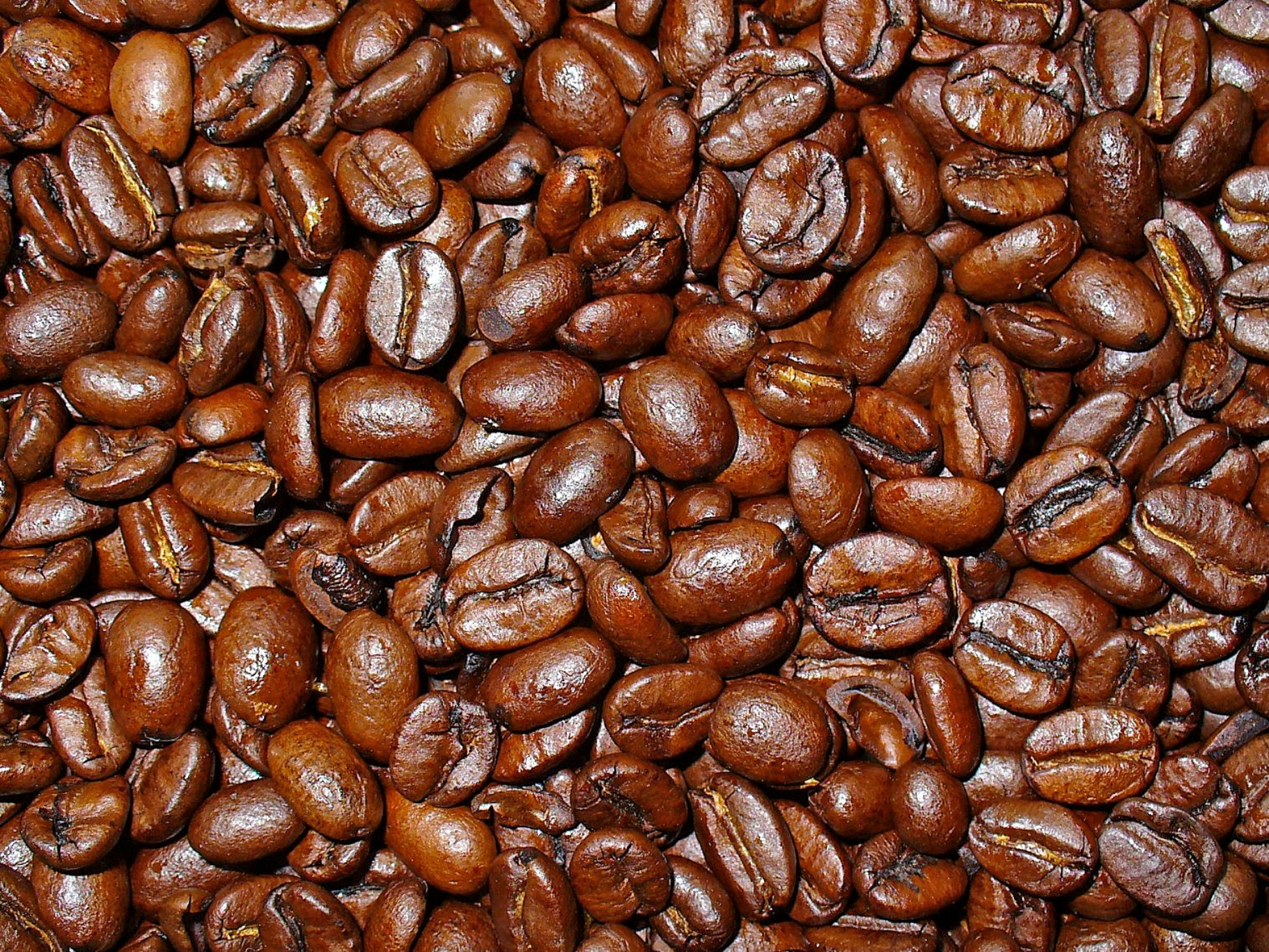
Varietà di arabica tostata

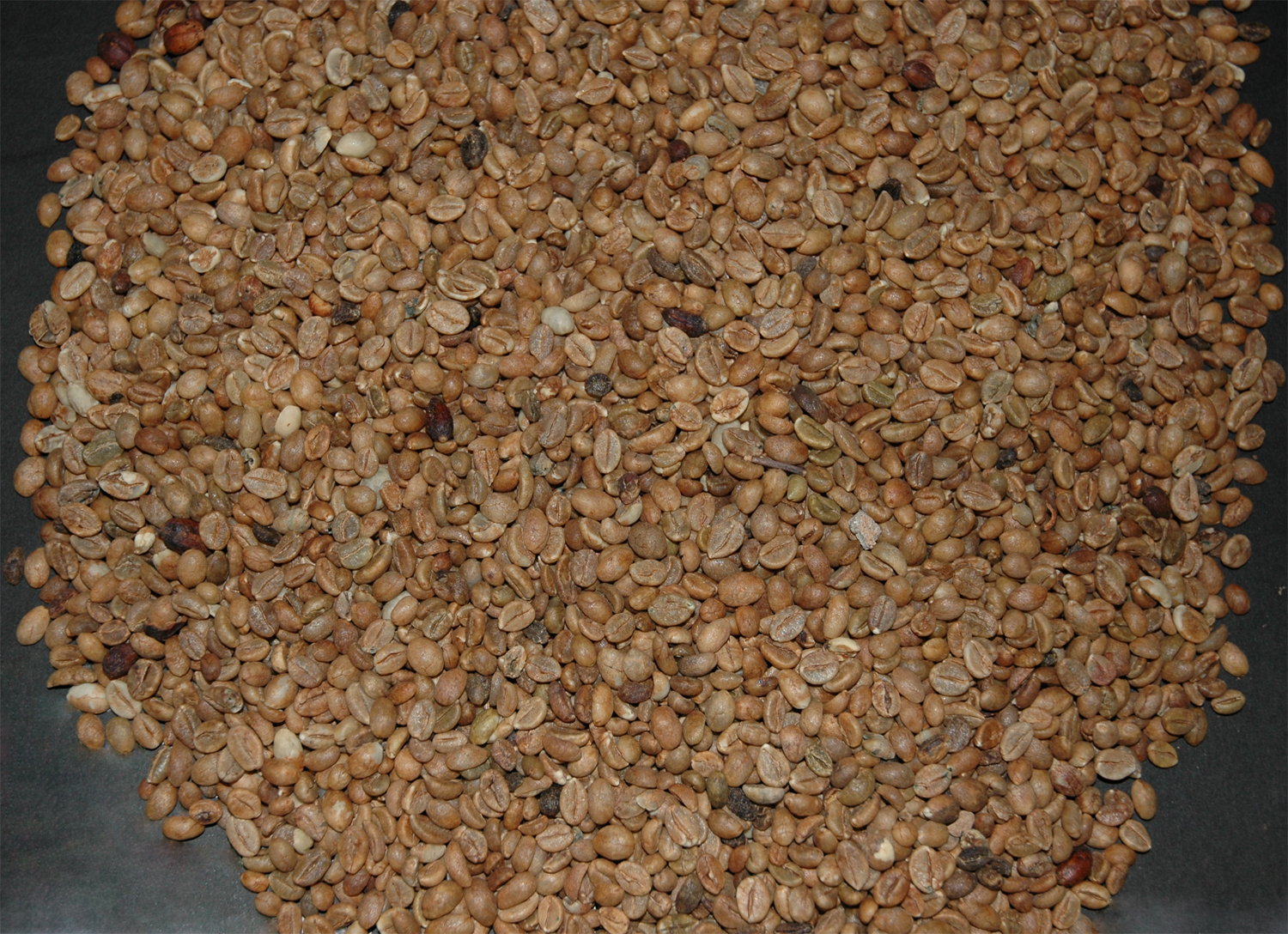
Varietà di robusta tostata

## Varietà
Tra le molte varietà di caffè, le più comuni sono quella arabica e quella robusta, che costituiscono rispettivamente il 75/80% e circa il 20% della produzione mondiale. I chicchi della varietà robusta sono più robusti di quelli dell'arabica, ma il caffè che ne deriva ha un gusto più leggero e un maggiore contenuto di caffeina. I chicchi di robusta sono tondeggianti e di colore grigio-verde, dopo la tostatura sono corposi con gusto di cioccolato. Le diverse varietà di arabica hanno in comune chicchi di forma piatta e allungata di colore verde-azzurro. Il caffè in tazza presenta un aroma forte, dolce, corposo e leggermente acidulo.
I chicchi di caracolito possono crescere da piante di specie diverse tra loro, solitamente all'estremità dei rami. Il caffè ha un gusto particolarmente vivace e acidulo, con un aroma più gradevole ma più leggero rispetto ai chicchi normali.